# 龙城街道 (昆明市)
龙城街道，是中华人民共和国云南省昆明市呈贡区下辖的一个街道办事处。

## 行政区划
龙城街道下辖以下地区：
城内社区、古城社区、龙街社区、洛龙湖社区、龙城社区、众和社区、龙翔社区、龙岭社区和文昌社区。